# Nedeljko Čabrinović
Nedeljko Čabrinović, kyrilliska Недељко  Чабриновић, född 2 februari 1895 i Sarajevo, död 20 januari 1916 i Terezín, var en bosnienserbisk typograf, medlem av det revolutionära nätverket Unga Bosnien. Han var en av konspiratörerna som år 1914 mördade Österrike-Ungerns tronföljare Frans Ferdinand.

## Barndom
Nedeljko var son till Vaso Čabrinović, en bosnienserbisk kaféägare i Sarajevo, som också försörjde sig genom att spionera åt de österrikiska myndigheterna. (Österrike hade ockuperat Bosnien sedan 1878 och 1912 inkorporerades landet officiellt i kejsardömet Österrike-Ungern.) Nedeljko satte sig dock tidigt emot faderns österrikiska sympatier och engagerade sig i rakt motsatt politik, vilket blev orsak till en djup klyfta mellan far och son. Fadern misshandlade ofta Nedeljko, och denne i sin tur tappade all respekt för honom.
Čabrinović var duktig i skolan, men fick dåliga betyg eftersom han regelbundet satte sig upp emot lärarna. Följaktligen tvingade fadern honom att sluta skolan vid tretton års ålder och försörja sig själv. Den unge Nedeljko blev även utkastad ur hemmet av sin far. Därefter förde han ett kringflackande liv och stannade aldrig länge på samma plats.
Efter att ha prövat på att vara lärling åt en låssmed och en rörmokare blev Čabrinović slutligen typsättare, något som han trivdes bra med eftersom det innebar att han kunde få läsa trots att han inte hade råd med böcker. Så ofta han hade pengar över köpte han dock politisk litteratur, och vid ett tillfälle använde han alla pengar som familjen skickat honom för att åka tåg hem till Sarajevo till att köpa böcker. Han satte sedan böckerna på tåget i en billig resväska och begav sig själv till Sarajevo till fots.
Čabrinović blev medlem i ett socialdemokratiskt parti och slog sedan om till anarkismen efter att ha fått en arbetskamrat som var anarkist.
Vid fjorton års ålder höll  Čabrinović ett tal som ledde till att han valdes till ordförande för de unga typsättarnas fackförening. Han uppmanade sina arbetskamrater att läsa socialistisk litteratur och författade en lista över olika skrifter han rekommenderade dem, däribland det Kommunistiska manifestet.
Efter Balkankrigen blev Nedeljko medlem i Unga Bosnien, vars mål var att skapa en självständig och enad sydslavisk stat, Jugoslavien. Nedeljko blev vän med den ett halvår äldre gymnasisten Gavrilo Princip, senare hans medsammansvurne i konspirationen mot Frans Ferdinand. 

## Attentat
1912, då  Čabrinović under en period kom bättre överens med fadern och bodde hemma, deltog han i en allmän typsättarstrejk i Sarajevo. Nedeljko blev strax en av strejkens ledare, varför han blev arresterad och portförbjuden från staden. Han försökte överklaga, men nekades. Det faktum att den som fattat beslutet om hans utvisning var en representant för den österrikiska regimen bidrog ytterligare till hans hat mot kejsardömet, och trots att hans far lyckades få utvisningen upphävd blev deras relation allt kyligare och Vaso spionerade på sin son, som han visste var engagerad i revolutionära nätverk.
I mars 1914 fick Čabrinović, som i likhet med Gavrilo Princip befann sig i Belgrad, ett brev från en kamrat, innehållande nyhetsurklipp ur en kroatisk tidning. Urklippen berättade att den österrikiske tronföljaren Frans Ferdinand skulle komma på statsbesök till Sarajevo för att inspektera militärexercis utanför staden. I samband med besöket skulle denne också åka kortege genom staden i en öppen automobil. 

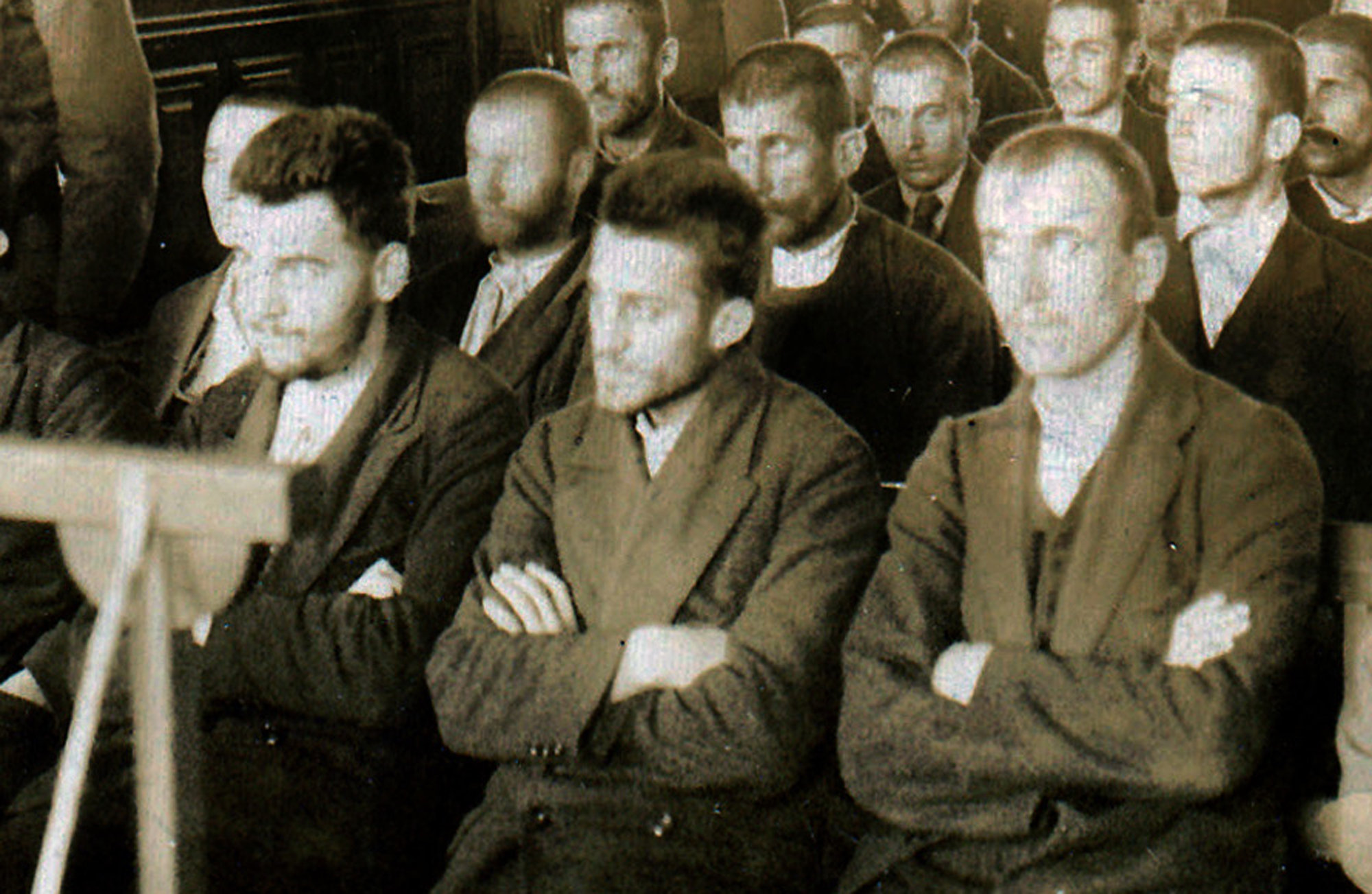
Čabrinović, Princip, och Ilić (främre raden från vänster) vid rättegången i Sarajevo 1914.

Morgonen den 28 juni 1914  anlände ärkehertig Frans Ferdinand med sin hustru Sofia till Sarajevo via tåg. De satte sig i bilen och färden genom staden började. Det fanns ingen egentlig bevakning, bara en uppmaning till stadens poliser och vakter att hålla ögonen öppna och de som fanns längs färdvägen skulle se till att inget hände.
Ärkehertigen och hans fru åkte i en öppen bil i låg fart genom staden. Totalt stod sex unga män ur sammansvärjningen på utvalda platser längs färdvägen. Den förste som bilen körde förbi var Muhamed Mehmedbašić,  men han tvekade och avbröt sitt försök; det fanns ju fem attentatsmän till längs vägen.
När bilen körde över en bro kom näste man fram, Nedeljko Čabrinović, och kastade sin bomb. För att få veta i vilken automobil ärkeetigen befann sig sporde Čabrinović en vakt, vilken besvarade hans fråga.
Handgranaterna ungdomarna var beväpnade med hade tretton sekunders väntetid från det att de aktiverades till dess att de sprängdes.  Av rädsla för att bilen skulle hinna förbi väntade Čabrinović dock inte tillräckligt länge efter att ha aktiverat bomben mot en lyktstolpe, utan kastade den för tidigt. Ärkehertigen sägs ha parerat handgranaten med armen (alternativt studsade bomben själv bort från suffletten) så att den dunsade mot bilen och rullade ned på gatan där den exploderade under automobilen som körde efter och skadade några åskådare samt en militär. Čabrinović insåg att han hade misslyckats, men ville fullfölja planen och hoppade de nio meterna från broräcket ner i floden, som var väldigt väldigt grund i sommarvärmen. Väl nere på flodbädden svalde han gift och försökte skölja ned det med vatten. Čabrinović dog dock inte, giftet var antingen för gammalt eller för svagt. Han arresterades av gendarmer och släpades iväg till Sarajevos militärfängelse, där han, efter att ha kräkts upp giftet och undersökts av en läkare, förhördes av advokaten Leo Pfeffer. Under tiden begick Gavrilo Princip attentatet genom att skjuta hertigen, och av misstag också hans hustru, med en halvautomatisk[förklaring behövs] pistol från 1910.

## Efter attentatet
Under rättegången förklarade Čabrinović att han var anarko-socialist och att hans mål var att befria sydslaverna. När han fick veta att ärkehertigen och hans hustru hade tre barn, sade han att han ångrade sig och att han inte känt till att så var fallet.
Čabrinović dömdes till 20 års fängelse och skickades, i likhet med Princip och andra attentatsmän, till Teresienstadt för att avtjäna sitt straff. Nedeljko Čabrinović avled i tuberkulos den 23 januari 1916.